# Erik Ohlsson
Erik Ohlsson   (Malmö, 20 de novembre de 1884 - Malmö, 19 de setembre de 1980) va ser un tirador suec que va competir a començaments del segle xx. Va prendre part en tres edicions dels Jocs Olímpics.
El 1908 va prendre part en els Jocs de Londres, on disputà dues proves del programa de tir. En la prova de rifle lliure, 300 metres tres posicions fou vint-i-vuitè i en la rifle militar, 1000 iardes quaranta-tresè. Quatre anys més tard, als Jocs d'Estocolm disputà novament dues proves del programa de tir. En rifle militar, 3 posicions fou vint-i-unè i en la de rifle lliure, 600 metres vint-i-vuitè.
Un cop superada la Primera Guerra Mundial va disputar els seus tercers i darrers Jocs Olímpics. El 1920, a Anvers, disputà quatre proves del programa de tir. Guanyà la medalla de plata en la prova de carrabina, 50 metres per equips, i la de bronze en la de rifle militar, 600 metres per equips. En la prova de rifle militar, 600 metres fou vuitè, mentre es desconeix la posició exacte en què finalitzà la prova de carrabina, 50 metres.